# Куэста, Инма
Инма Куэста (исп. Inmaculada Cuesta Martínez; род. 25 июня 1980) — испанская актриса.

## Биография
Родилась в Валенсии. В 18 лет переехала в Кордову, чтобы изучать актёрское искусство, а в 2005 стала жить в Мадриде. Там она получила роль в мюзикле Hoy No Me Puedo Levantar. Первую роль на телевидении сыграла в сериале Amar en tiempos revueltos.
Карьеру в полнометражном кино начала с фильма 2007 года Cafe solo con ellas. С 2009 года Куэста играет в сериале Красный орёл, по которому в 2011 году вышел полнометражный фильм Легенда о Красном Орле.
За роль в фильме Спящий голос в 2012 году была номинирована на премию Гойя за лучшую женскую роль. В 2014 году была номинирована во второй раз за роль в фильме Ещё три свадьбы.

## Фильмография
| Год       |   | Русское название              | Оригинальное название     | Роль             |
| --------- | - | ----------------------------- | ------------------------- | ---------------- |
| 2006—2007 | с | Любовь во времена переворотов | Amar en tiempos revueltos |                  |
| 2007      | ф |                               | Cafe solo con ellas       |                  |
| 2009      | с | Красный орёл                  | Águila Roja               |                  |
| 2011      | ф | Кузены                        | Primos                    |                  |
| 2011      | ф | Легенда о Красном Орле        | Águila Roja, la película  |                  |
| 2011      | ф | Спящий голос                  | La Voz Dormida            | Гортензия        |
| 2012      | ф | Белоснежка                    | Blancanieves              | Кармен де Триана |
| 2012      | ф | Группа 7                      | Grupo 7                   | Елена            |
| 2013      | ф | Ещё три свадьбы               | 3 bodas de más            |                  |
| 2015      | ф | Невеста                       | La novia                  |                  |
| 2016      | ф | Джульетта                     | Julieta                   | Ава              |
| 2018      | ф | Лабиринты прошлого            | Todos lo saben            | Ана              |
| 2020      | с | Беспорядок после тебя         | El desorden que dejas     | Ракель Валеро    |